# Kara Lynn Joyce
Kara Lynn Joyce (* 25. Oktober 1985 in Brooklyn) ist eine US-amerikanische Freistilschwimmerin.
Kara Lynn Joyce gehört seit 2004 zur Weltspitze des Schwimmsports. Bei den Olympischen Spielen 2004 in Athen gewann sie mit der 4 × 100-m-Freistil- und der 4 × 100-m-Lagenstaffel die Silbermedaillen. Sowohl über 50 m als auch über 100 m wurde sie Fünfte. Bei den Kurzbahnweltmeisterschaften im selben Jahr in Indianapolis gewann Joyce mit der 4 × 100-m-Freistilstaffel den Titel. Hinzu kam Silber mit der 4 × 100-m-Lagenstaffel. Über 100 m Freistil wurde sie Vierte, über 50 m Achte. Bei der Weltmeisterschaft 2005 in Montreal gewann Joyce erneut eine Staffel-Medaille, dieses Mal Bronze über 4 × 100 m Freistil. Siebte wurde Joyce über 50 m. Die Schwimmerin aus Athen gewann 2006 bei den Pan-Pazifischen Spielen in Victoria über 50 m Freistil ihren ersten internationalen Titel auf einer Einzelstrecke, zudem Gold mit der 4 × 100-m-Staffel.
Auch sehr erfolgreich verliefen die Weltmeisterschaften 2007 in Melbourne. Mit der 4 × 200-m-Freistilstaffel konnte Joyce den Titel gewinnen, über 4 × 100 m wurde die US-Staffel mit Joyce Zweite. Über 50 m Freistil wurde sie zudem Siebte. Bei den US-Trials, der Qualifikation zu den Olympischen Sommerspielen 2008 in Peking, wurde sie Vierte über 50 m, Siebte über 100 m und Achte über 200 m. Damit qualifizierte sie sich für die 4 × 100-m-Freistilstaffel, mit der sie wie schon 2004 Silber gewann.